# 小野玄妙
小野 玄妙（おの げんみょう、1883年2月28日 - 1939年6月27日）は、日本の仏教学者、浄土宗僧侶である。字は二楞学人。『大日本仏教全書』『仏教大辞典』の編纂作業に関わったほか、『大正新脩大蔵経』の編纂主任をつとめた。また、仏教美術の研究をおこなった。

## 生涯
1883年（明治16年）2月28日、横浜・洲干町にて小野兼吉・スミのもとに誕生する。大橋俊雄『浄土宗人名事典』によれば次男、坂井栄信「小野玄妙先生小伝」によれば長男であり、姉が2人いた。幼名は金次郎。父の兼吉は旗本ないし御家人であり、甲府にいたが、明治維新ののち没落して横浜に移り、当時は大工として生計を立てていた。母のスミは旗本・浜川家の人物であり、若いときは藤堂氏に奉公していた。
1896年（明治29年）、数え年で14歳のときに父を亡くし、母とともに鎌倉の光明寺の吉水大智につき、得度した。この際、玄妙の僧名を与えられた。その後、16歳までに『大蔵経』をはじめとする寺の蔵書を読破し、うち「楞伽経」「楞厳経」に影響を受けて二楞学人を名乗るようになった。1900年（明治33年）、あるいは1902年（明治35年）に浄土宗学東京支校に入学し、在学中の1903年（明治36年）に論文「大乗非仏論を駁す」を発表した。その後も「二楞学人」の号でたびたび仏教雑誌に論文を投稿したが、その正体を知る人は少なかったため、二楞学人の正体を僭称する人物もあらわれたという。その後、1904年（明治37年）に、浄土宗高等学院に進み、1905年（明治38年）に宗教研究会より『仏教年代考』を上梓した。経済的理由により2年で中退した。在学中には短期間ではあるが日露戦争にも従軍した。
1906年（明治39年）より望月信亨のもとで『仏教大辞典』の編纂作業に携わった。また、この資料収集にあたって『大日本仏教全書』が発刊されることとなり、この編纂作業にも携わった。そのほか、本田賢祐らとともに雑誌『宗教界』の編集にも関与した。1917年（大正6年）、埼玉県埼玉郡新和村（現・越谷市大成町）の浄音寺住職となる。また、1918年（大正7年）より宗教大学教授となる。1920年（大正9年）ごろより仏教美術の研究をおこなうようになり、1921年（大正10年）には帝国美術院の嘱託のもと大分県・佐賀県の石仏を調査する。1922年（大正11年）には望月との衝突により、宗教大学の職を辞す。1923年（大正12年）より、高楠順次郎・渡辺海旭のもとで『大正新脩大蔵経』の編纂主任をつとめる。
1928年（昭和3年）に高野山大学教授、1929年（昭和4年）に東洋大学教授となる。1932年（昭和7年）に、『仏教之美術及歴史』によって、京都帝国大学より文学博士を授与される。1934年（昭和9年）より文部省の国宝調査委員として、国内寺院の蔵経の調査をおこなったほか、大蔵出版にて満洲国政府の嘱託のもと『大清歴朝実録』の影印本を出版した。1939年（昭和14年）6月27日、脳溢血で急逝した。

## 著作
帝国美術院『日本美術年鑑』によれば、小野の主要な著作は以下の通りである。また、1977年（昭和52年）には小野玄妙著作集刊行委員会の編により、開明書院から全10巻の『小野玄妙仏教芸術著作集』が刊行されている。
- 『仏教年代考』、宗教研究会、1905年、doi:10.11501/817281。
- 『大日本仏教全書』、仏書刊行会。
- 『仏教之美術及歴史』、仏書研究会、1916年、doi:10.11501/943510。
- 『仏教美術概論』、丙午出版社、1917年、doi:10.11501/943643。
- 『仏像の研究』、丙午出版社、1918年、doi:10.11501/943655。
- 『画図解説仏教美術講話』、蔵経書院、1921年。
- 『大分の石仏に就て』、帝国美術院、1922年。
- 『健駄邏の仏教美術』、丙午出版社、1923年、doi:10.11501/971067。
- 『極東の三大芸術』、丙午出版社、1924年、doi:10.11501/970520。
- 『五台山写真集』、1924年。
- 『仏教文学概論』、甲子社書房、1925年、doi:10.11501/971154。
- 『仏教美術』、甲子社書房、1926年、doi:10.11501/971195。
- 『大乗仏教芸術史の研究』、大雄閣、1927年、doi:10.11501/1190457。
- 『仏教概説』、1928年。
- 『仏教神話』、大東出版社、1933年、doi:10.11501/1179513。
- 『仏教経典総論』、大東出版社、1936年。
- 『仏教の美術と歴史』、大蔵出版。1937年、doi:10.11501/1257493。